# Xtort
Xtort  (estilizado como XTOЯT) es el noveno álbum de estudio del grupo alemán de metal industrial KMFDM, lanzado en 25 de junio de 1996.  Fue grabado en Chicago, Illinois, desde finales de 1995 hasta principios de 1996, poco después de la muerte de cera Trax! cofundador y amigo banda Jim Nash. Xtort cuenta con una variedad de artistas invitados de la música industrial escena y músicos de estudio de otros géneros, sino que incluye una participación limitada del miembro de núcleo En Esch .
El álbum fue masivamente promovido por TVT Records, que presiona a decenas de miles de copias gratuitas de su primer sencillo, "Power". Líder de la banda Sascha Konietzko creó su propia forma de promoción, la emisión de un comunicado de prensa que tanto menospreciado y alabado el conjunto que viene. Xtort fue generalmente bien recibido por la crítica, con muchas llamándolo superlativa, y es la más alta de gráficos y de mayor venta del álbum de KMFDM a fecha. Después de la versión original se agotó, una versión remasterizada fue lanzado en 2007.

## Antecedentes
A finales de 1995, KMFDM había completado el Beat by Beat" y "In Your Face tours en apoyo de su último disco, Nihil. El líder de KMFDM y fundador Sascha Konietzko describe Nihil como "la corona", y dijo que la banda había llegado tan cerca de la popularidad dominante como él quería. Se sentía la banda necesaria para alejarse de su éxito. En 2007, Konietzko recordó que había "odiado toda la atención, entrevistas, sesiones de fotos, etc.". Después de las visitas, Konietzko regresó a Chicago en para estar con su amigo, Jim Nash, cofundador de la cera Trax! Records, que estaba muriendo de SIDA. Konietzko se refirió a la muerte de Nash que octubre como "el fin de una era".
En Esch, uno de los miembros de la base de toda la vida de KMFDM, tenía casi nada que ver con Xtort, contribuyendo a solo dos canciones. En cuanto a la falta de participación de Esch, dijo Konietzko, "En Esch es simplemente En Esch. Nunca puesto a disposición de hacer este álbum, y lo que es siempre mi creencia de que la cosa debe mantenerse en movimiento, tenía que hacerlo sin él". También dijo que los dos no estaban en comunicación en todo el momento de la publicación del álbum.

## Lanzamiento
La primera pista del álbum, "Power", se presentó en el "Wax Trax! Summer Swindle", un muestreador de casete incluye con 45 000 números de la edición de julio de 1996, de Alternative Press . Otras 50 000 copias de la toma de muestras debían ser entregados en los eventos de la universidad y de la playa de verano y entregado en las estaciones de radio. Los 90 000 carteles de prelanzamiento y hojas informativas fueron enviados por correo a los aficionados. 90,000 pre-release posters and information sheets were mailed out to fanes.
Xtort fue lanzado el 25 de junio de 1996 on Wax Trax!/TVT en casete, CD y vinilo. El álbum también fue lanzado en formato CD en Europa y Japón. Además de ser el primer álbum KMFDM para trazar en el Billboard 200, permaneciendo allí durante tres semanas y alcanzando el número 92 la semana del 13 de julio de 1996. Xtort vendió más de 200.000 copias, lo que es el álbum más vendido en la historia de la banda. la canción "Son of a Gun" fue hecho en un video animado por el artista visual Aidan "Brute!" Hughes", que también hizo ilustraciones de la cubierta del álbum.

## Críticas
Larry Flick de la cartelera dijo "Power", la canción de apertura, "encuentra al hombre frente a Sascha Konietzko gruñendo y gruñendo con fuerza palpable, mientras que Cheryl Wilson suaviza los bordes con toques de vamping alma-mama durante el coro." Williams llamó la canción "irresistible". Masuo señaló en particular el uso de los cuernos y el Hammond B3 órgano, y concluyó diciendo: "en su música insidiosamente artístico e intelectual descarado, KMFDM siguen siendo la causa diversos elementos juntos para crear un todo unificado. " Armstrong llama "Dogma", una canción que se cruzó de ser industrial a la" aterradora",  mientras que MacDonald describió como" ampollas " y Williams dijo que era" cautivante ". dijo Armstrong "Son of a Gun" fue "vía verdaderamente explosiva" del álbum, pero Williams pensó "Inane" era la mejor canción.

## Lista de canciones
| N.º | Título                                   | Escritor(es)                                      | Duración |  |
| 1.  | «Power»                                  | Sascha Konietzko, Günter Schulz                   | 5:26     |  |
| 2.  | «Apathy»                                 | Mark Durante, Konietzko, Schulz                   | 3:11     |  |
| 3.  | «Rules»                                  | Chris Connelly, Durante, Konietzko, Schulz        | 4:07     |  |
| 4.  | «Craze»                                  | Connelly, Konietzko, Schulz                       | 3:34     |  |
| 5.  | «Dogma»                                  | Nicole Blackman, F. M. Einheit, Konietzko, Schulz | 4:06     |  |
| 6.  | «Inane»                                  | Durante, Konietzko, Schulz                        | 5:30     |  |
| 7.  | «Blame»                                  | Connelly, Konietzko, Schulz                       | 4:06     |  |
| 8.  | «Son of a Gun»                           | Konietzko, Schulz, Jon Van Eaton                  | 4:23     |  |
| 9.  | «Ikons»                                  | Connelly, Einheit, Konietzko, Schulz              | 4:12     |  |
| 10. | «Wrath»                                  | Konietzko, Schulz, Van Eaton                      | 5:29     |  |
| 11. | «Fairy» (Pista oculta terminado "Wrath") | Jr Blackmail, Konietzko, Schulz                   | 4:27     |  |

## Personal
- Sascha Konietzko - voz, teclados (1-10)
- Günter Schulz - guitarra (1-10)
- Chris Connelly - entrada (3, 4, 7, 9)
- Bill Rieflin - tambores (5-10)
- Mark Durante - guitarra (2, 3, 6)
- Cheryl Wilson - voz (1, 3, 6)
- Jennifer Ginsberg - entrada (7)
- Dorona Alberti - entrada (4, 8, 9)
- Nicole Blackman - entrada (5)
- En Esch - voz (1), solo de guitarra (6)

- Datos: Q1117740